# Papel autocopiativo
El papel autocopiativo, papel de copia sin carbón (en inglés, carbonless copy paper, CCP), o papel NCR (por no carbon required y tomado de las iniciales de su creador, National Cash Register) es un tipo de papel recubierto diseñado para transferir información escrita en la hoja frontal a hojas debajo, una o más. Fue desarrollado por los químicos Lowell Schleicher y Barry Green, como una alternativa al papel carbón y, a veces, se identifica erróneamente como tal.
En lugar de insertar una hoja especial entre el original y la copia deseada, el papel de copia sin carbón tiene un tinte o tinta microencapsulada en la parte posterior de la hoja superior y un revestimiento de arcilla en la parte frontal de la hoja inferior. Cuando se aplica presión (por escritura o impresión de impacto), las cápsulas de tinta se rompen y reaccionan con la arcilla para formar una marca permanente que duplica las marcas hechas en la hoja superior. Las hojas intermedias, con arcilla en el frente y cápsulas de tinta en el envés de la hoja superior, se pueden utilizar para crear múltiples copias, siendo llamado, en ese caso como papel multicopia.
El papel puede estar presentado en forma de bloc cuando es utilizado para escritura a mano o en forma de papel continuo cuando se utiliza con impresoras de impacto. 